# Nervus thoracicus longus

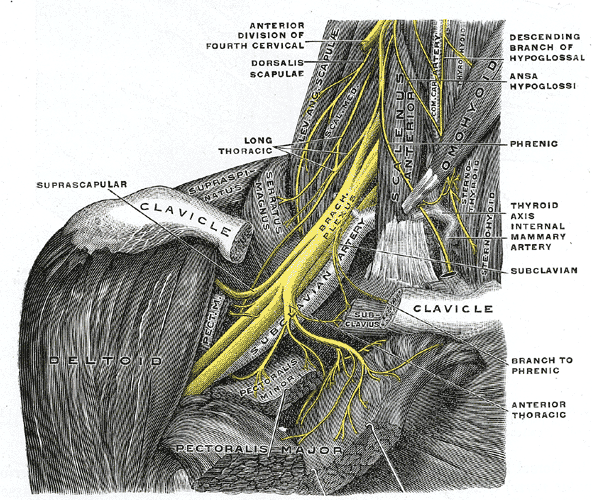
Plexus brachialis i fossa axillaris.
Illustration: Gray's Anatomy, 1918. (PD)

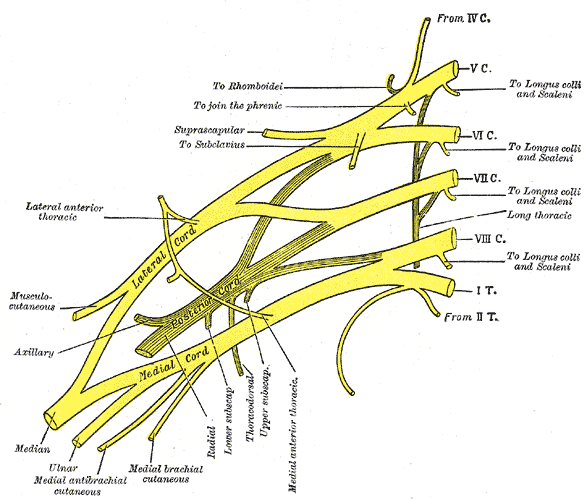
Plexus brachialis med n. thoracicus longus som passerar under nervrötterna till höger.
Illustration: Gray's Anatomy, 1918. (PD)

Nervus thoracicus longus är, i människans kropp, en nerv som avgår från ryggmärgsnerverna i halskotorna C5–7 och innerverar m. serratus anterior. Ibland kan nervroten från de sjunde ryggmärgsnerven saknas.
Nervrötterna från den femte och sjätte nerven perforerar halsmuskeln m. scalenus medius medan de sjunde passerar framför denna muskel.
Sedan fortsätter nerven bakom armens nervfläta plexus brachialis och kärlen i fossa axillaris. Den stödjer sig mot m. serratus anteriors yttre yta.
Nerven fortsätter utanpå bröstkorgen (thorax) till m. serratus anteriors nedre (kaudala) fästen där den innerverar med en gren till varje tagg.
Den tillhör de supraklavikulära nerverna.
Skada på n. thoracicus longus, liksom vid skada på n. accessorius, leder till så kallad vingscapula, där skuldran (scapula) reser sig från thoraxväggen vid framför allt flexion i axelleden till 90 grader. Detta beror på att bland annat m. serratus anterior inte längre är förmögen till att hålla fast skuldran mot thoraxväggen.